# Битва при Цирте
Битва при Цирте — сражение в 203 году до н. э. между римскими и нумидийскими войсками в ходе Второй Пунической войны.

## Предыстория
В 206 году до н. э. Сципион вернулся из Испании в Рим. Весной 205 года до н. э. он был избран консулом. Его коллеге Публию Лицинию Крассу предназначалась провинция Бруттий, где он должен был действовать против Ганнибала, а Сципиону досталась Сицилия, с которой он мог переправиться в Африку и перенести военные действия на территорию Карфагена.
Сципион предлагал в сенате начать военные действия в Африке, но против этого выступил принцепс сената Квинт Фабий Максим. Фабий полагал, что лучшим будет изгнать Ганнибала из Италии. Сенаторы в целом поддержали Фабия, так как опасались усиления влияния Сципиона. В конце концов Сципион получил провинцию Сицилию, но оговорил себе право начать кампанию в Африке, если того потребуют интересы государства.
Весь 205 год до н. э. Сципион готовился к войне в Африке. Он набирал добровольцев, вся Центральная Италия ответила на его призыв. К 30 военным кораблям в Лилибее он добавил ещё столько же. К началу 204 года до н. э. суда стояли в Панорме. Сципион в качестве проконсула остался командующим армией. Против него весной выдвинул обвинения Фабий Максим, но благодаря диктатору Квинту Цецилию Метеллу он смог оправдаться. Лето он провёл в Лилибее, где определил количество и состав войск для высадки в Африке. Он собрал 35 тысяч пехотинцев и всадников.
Сципион высадился на мысе Аполлона около города Утика. Узнав об этом, карфагеняне поручили Гасдрубалу, сыну Гискона, собрать ополчение. Он также ожидал подкреплений от нумидийского царя Сифакса. На второй день высадки на Сципиона напали всадники под командованием Ганнона, но потерпели поражение. Затем Сципион подступил к Утике. К Утике подошли карфагенские всадники, а к Сципиону присоединился нумидийский царевич Массинисса со своей конницей. Карфагеняне снова потерпели поражение.
К концу лета Сципион захватил Салеку и осадил Утику. После 40 дней осады город не сдавался, а на Сципиона стали надвигаться армия Гасдрубала, сына Гискона, и армия Сифакса, насчитывавшая 10 тысяч всадников и несколько тысяч пехотинцев. В совокупности они насчитывали 90 тысяч человек. Приближалась зима, и римский командующий расположился на зимние квартиры. Зимой Сципион пытался перетянуть Сифакса на свою сторону, но он предложил роль посредника в мире между Римом и Карфагеном. Начались переговоры. Однажды он внезапно разорвал переговоры и объявил войну. Ночью следующего дня он приказал своим всадникам неожиданно поджечь лагерь карфагенян и нумидийцев. Оба карфагенских военачальника сумели бежать, но большинство карфагенян погибло. В результате силы Гасдрубала и силы Сципиона сравнялись по численности.
Гасдрубал и Сифакс отступили и затем собрали новую армию. Их 50-тысячное войско заняло позиции на Великих Равнинах, в пяти днях перехода от Утики, в среднем течении Меджерды, в районе современного города Сук-эль-Хемис. Сципион подвёл сюда свою армию и начал мелкие стычки. В начавшемся позже большом сражении карфагеняне потерпели поражение.
Теперь у них уже почти не оставалось сил в Африке, и они решили вызвать Ганнибала из Италии. Сифакс отступил в Нумидию.
Сифакс отступил в Нумидию, собрал новую армию и с этим недисциплинированным войском выступил в поход. Сципион поручил Лелию и Массиниссе преследование Сифакса.

## Битва
Противники встретились 23 июня 203 года до н. э. возле города Цирта. Карфагеняне имели численное превосходство, зато все римские солдаты были опытными и хорошо подготовленными. В начале сражения более многочисленная конница Сифакса начала теснить римскую конницу, но вмешательство римских пехотинцев заставило их отступить. Сифакс, пытавшийся остановить своих бегущих солдат, был ранен и взят в плен. Римляне, показав защитникам Цирты захваченного в плен их царя, закованного в цепи, заставили сдать город.

## Последствия
Между тем Сципион захватил Тунет и блокировал Карфаген. Поражение Сифакса произвело тягостное впечатление в Карфагене. Тогда карфагенские сенаторы решили начать переговоры со Сципионом, чтобы выиграть время, необходимое для возвращения Ганнибала в Африку.